# Litaneutria minor
Litaneutria minor — вид дрібних богомолів роду Litaneutria, поширений у Північній Америці. Самці крилаті, крила самиць вкорочені.
Тіло від сірого до брунатного кольору. Самці з довгими крилами, хоча іноді трапляються особини з вкороченими крилами.

## Ареал
Поширений від Монтани та Північної Дакоти широкою смугою до Техасу й далі на південь у Мексику.